# Kaple Povýšení svatého Kříže (Brná)
Kaple Povýšení svatého Kříže v Brné v Ústí nad Labem je novogotická stavba z roku 1930, postavená baronem Ottokarem Picot de Peccaduc, svobodným pánem z Herzogenbergu vedle jeho vily, známé jako zámeček. Kaple má dřevěnou hranolovou zvoničku. Oltářní kříž darovala rodina A. Herziga, majitele místního hostince. V první polovině 90. let 20. století byla rekonstruována a v září 1995 znovu vysvěcena ústeckým arciděkanem Antonínem Sporerem.
Náleží pod římskokatolickou farnost v Církvicích.